# Гійом Гійон-Летьєр
Гійом Гійон-Летьєр (фр. Guillaume Guillon Lethière; 10 січня 1760, Сент-Анн, Гваделупа, Французька Вест-Індія — 1832, Париж) — французький художник, представник неокласицизму в живописі, професор Національної вищої школи образотворчих мистецтв Парижа.

## Біографія
Гійом Гійон-Летьєр народився 10 січня 1760 в Сент-Анні; був незаконнонародженим сином королівського прокурора на Гваделупі П'єра Гійона від метиски-вільновідпущенниці. Будучи незаконнонародженим, він довгий час не мав не лише прізвища, а й імені — його називали «Третім» (фр. Tiers), оскільки він був третьою дитиною пари.
Дитинство провів на Гваделупі, у 14 років був відправлений батьком до Франції, де навчався спочатку у Декампа в Руані, а потім, через три роки, у Габріеля-Франсуа Дуайєна в Академії живопису та скульптури в Парижі. Після отримання в 1786 р. Римської премії (друге місце), на кілька років поїхав до Риму, де зацікавився класицизмом.
Повернувшись до Франції, заснував власну художню майстерню, яка конкурувала із майстернею Жака-Луї Давида. В 1792 прийняв ідеї Французької революції, в 1800 супроводжував Люсьєна Бонапарта в Мадрид.
У перші роки Першої імперії його майстерня розташовувалася на Сен-Жермен-де-Пре, проте в 1803 під час бійки біля кафе Гійом убив офіцера і був змушений вирушити у вигнання до Пруссії. Пізніше, завдяки протекції Люсьєна Бонапарта, став головою Французької академії в Римі, обіймаючи цю посаду з 1807 по 1816 рік.
Після Реставрації Гійон-Летьєр був залишений на посаді Людовіком XVIII.
В 1816 повернувся до Франції, став членом, а потім і директором Академії образотворчих мистецтв. У 1816 році знову відкрив свою майстерню на колишньому місці і набрав нових учнів, серед яких був зокрема Луї Буланже.
У 1818 році був нагороджений Орденом Почесного легіону та викладачем у Школі образотворчих мистецтв у Парижі, а через рік — професором у ній. Здійснив кілька тривалих поїздок до Італії, Англії та Іспанії. Помер від холери у 1832 році.
Творчість художника представлена переважно полотнами на біблійні, міфологічні та історичні сюжети.